# Hyndman
Hyndman  è una borough degli Stati Uniti d'America, nella contea di Bedford nello Stato della Pennsylvania. Secondo il censimento del 2000 la popolazione è di 1.005 abitanti.

## Società

### Evoluzione demografica
La composizione etnica vede una prevalenza della razza bianca (98,11%) seguita dai nativi americani (0,60), dati del 2000.
| borough di Hyndman Popolazione |       |
| 2000                           | 1.005 |
| Stima al 2009                  | 949   |